# Live at the Opera
Live at the Opera es el primer álbum en directo de la banda de black metal noruega Satyricon, lanzado originalmente en el año 2015 bajo el sello austriaco Napalm Records.
Consta de un digipak con dos CD y un DVD en edición limitada, ambos con las mismas canciones.  Adicionalmente, el álbum se lanzó en una edición especial en tres discos de vinilo. Contiene básicamente la mayoría de las pistas del álbum Satyricon, y una recopilación de algunas de las canciones más conocidas de la banda del pasado.

## Historia
Live At The Opera procede de un especial de casi dos horas en vivo que fue filmado y editado en formato de DVD. El exclusivo show fue efectuado el 8 de septiembre de 2013 en la Ópera de Oslo (Operahuset) en Noruega, como parte del Ultima Oslo Contemporary Music Festival que se realiza anualmente.
Presenta la destacada participación de 55 cantantes del Coro Nacional de Ópera Noruego (Operakoret).
El álbum alcanzó el puesto 26 en la lista de éxitos de Noruega y el puesto 56 en Alemania.

## Lista de canciones
- Todas las canciones escritas por Sigurd «Satyr» Wongraven, excepto donde se indica.

| N.º | Título                                                              | Duración |  |
| 1.  | «Voice Of Shadows» (Del álbum Satyricon)                            | 02:21    |  |
| 2.  | «Now, Diabolical» (Del álbum Now, Diabolical)                       | 06:07    |  |
| 3.  | «Repined Bastard Nation» (Del álbum Volcano)                        | 05:42    |  |
| 4.  | «Our World, It Rumbles Tonight» (Del álbum Satyricon)               | 05:17    |  |
| 5.  | «Nocturnal Flare» (Del álbum Satyricon)                             | 07:14    |  |
| 6.  | «Die By My Hand» (Del álbum The Age of Nero)                        | 07:07    |  |
| 7.  | «Tro Og Kraft» (Creencia y poder, del álbum Satyricon)              | 06:05    |  |
| 8.  | «Phoenix» (Voz invitada y letra: Sivert Høyem, del álbum Satyricon) | 07:28    |  |
| 9.  | «Den Siste» («El último», del álbum The Age of Nero)                | 07:18    |  |
| 10. | «The Infinity Of Time And Space» (Del álbum Satyricon)              | 08:47    |  |
| 11. | «To The Mountains» (Del álbum Now, Diabolical)                      | 08:52    |  |
| 12. | «The Pentagram Burns» (Del álbum Now, Diabolical)                   | 06:25    |  |
| 13. | «Mother North» (Del álbum Nemesis Divina)                           | 06:01    |  |
| 14. | «K.I.N.G.» (Del álbum Now, Diabolical)                              | 08:23    |  |

## Créditos

### Satyricon
- Sigurd Wongraven - Voz. guitarra
- Kjetil-Vidar Haraldstad - Batería

### Músicos invitados
- Anders Odden - Bajo
- Anders Hunstad - Teclados
- Gildas Le Pape - Guitarra
- Steinar Gundersen - Guitarra
- Sivert Høyem - Voz en "Phoenix"
- Coro Nacional de Ópera Noruego - Coros

### Producción e ingeniería
- Gráficos por  Martin Kvamme
- Masterizado por George Tanderø
- Mezclado por Erik Ljunggren
- Fotografía por Espen Ixtlan y Kaleidoscope
- Grabado por Steven Grant Bishop
- Impreso por Optimal Media GmbH